# Jean-Claude Robert (historien)
Jean-Claude Robert (1943 -) est un historien québécois.
Natif de Montréal, il étudie à l'Université de Montréal et obtient son doctorat en histoire à l'École des hautes études en sciences sociales de Paris. Il a enseigné à l'UQAM de 1975 à 2007 et il a dirigé son département de 1977 à 1979, de 1997 à 2002 et de 2006 à 2007.
Robert a été directeur de maîtrise et de doctorat et il a été à la tête de la société historique du Canada. Il s'intéresse notamment  à l'histoire de l'urbanisme.
En 2005, il a signé le manifeste Pour un Québec lucide.

## Honneurs
- 1987 - Membre de la Société royale du Canada
- 1995 - Prix Percy-W.-Foy
- 1998 - Médaille J. B. Tyrrell
- 1971-1975 - Boursier du Conseil des Arts du Canada